# 官戸
官戸（かんこ）は、中国前近代および日本の律令制における身分呼称。

## 中国
中国前近代の身分呼称。唐では官庁に隷属する官賤民の一種。官賤民中で太常音声人および雑戸の下、官奴婢の上に位置づけられる。
司農寺等の官庁に籍があり、年間3番の交代制で1ヵ月ずつ勤務するたてまえであった。官戸中技能をそなえ、少府・太常寺に上番するものを工戸・楽戸（工楽）と呼んで特別扱いとした。良民の半額に当たる口分田（40畝支給）の規定があり、婚姻は同一身分間でのみ認められた。長年勤務すると一段解放されて雑戸となり、また老年になると良民に解放される場合もあった。 
北宋以降は官吏やその親属の家を官戸と呼び、普通の庶民と区別することが一般的となった。
唐の後半から在地の地主や有力者が行政事務の末端を引き受け、重要な役割をになうようになり形勢戸と呼ばれ、官戸と併せて官戸形勢戸あるいは形勢官戸として、地域社会における支配勢力となった。その範囲は現任の文武官をはじめ、徴税や官物輸送その他の職役を負担する戸や胥吏にまで及び、彼らは5段階の戸等制で1、2等の上等戸であった。官戸はだいたい徭役を免除され、両税等の課税についても一定限度内で優免を得る場合がみられた。
北宋末の政和年間には限田法を行い、一品100頃（けい）から九品10頃以上の田地を所有する官戸に対して、額外所有分に応じて差役と科配を課すこととした。南宋になると、官戸の免役の特権を制限する種々の施策がとられた。
後の明・清の郷紳は、官戸形勢戸の後身にあたる。 

## 日本
律令制における五色の賤（陵戸・官戸・家人・官（公）奴婢・私奴婢）の一つ。宮内省被管の官奴司に官奴婢とともに配されて使役された。宮内省または官奴司が名籍を作り管理した。
官戸は官奴婢よりは上位の身分であり、戸をなし一戸全員が駆使されることはなく、官奴婢の年 66 歳以上および廃疾の者は官戸とされ、さらに官戸は76歳以上になると（反逆縁座は80歳以上）解放されて良民となる。また官戸は同一身分との婚姻が定められ、謀反・大逆罪を犯した者の父子で没官され戸をなすことが許された者、私鋳銭の従者などが官戸とされた。官奴婢と同じく口分田が良民と同額班給され、休仮・服仮・産仮が与えられ、衣粮が給された。
720年（養老4年）に、臨時に官戸11人が良民に官奴婢10人が官戸にされたことがあるが、740年（天平12年）の「浜名郡輸租帳」では良民の戸を官戸と称しており、賤民としての官戸は8世紀前半のうちに実態がなくなったと思われる。
官戸の婦女と官婢の中から女医が採用される規定が、医疾令にみえる。